# 조피아 비흐와치
조피아 비흐와치(Zofia Wichłacz, 1995년 4월 5일 ~ )는 폴란드의 배우이다. 2017 베를린 국제 영화제 슈팅스타상 공동수상자이다. 영화 <바르샤바 1944>, <잔상> 및 TV 드라마 <메딕>, <로마노프>, <월드 온 파이어> 등에 출연하였다.

## 어린 시절
조피아 비흐와치는 폴란드 바르샤바에서 1995년 4월 5일 태어났다. 아버지 즈비그뉴 비흐와치는 카메라 기사이고 어머니 안나 자이츠-비흐와치는 무대 디자이너이다. 우 마훌스키히 극장 센터를 다녔고 바르샤바 스타니스와프 이그나치 비트키에비츠 LXIV 고등학교를 졸업했다.

## 경력
비흐와치는 2012년 처음으로 바르샤바 봉기를 다룬 영화에 출연했고 2013년에는 TV 영화 <둘스카 부인의 도덕성>에 출연했고, 같은 해 <깊은 물>의 한 에피소드와 2014년 <메디크스>에도 출연했다. 영화 <바르샤바 1944>에서 주연을 맡으면서 널리 알려졌고 제39회 그디냐 영화제에서 최우수 여배우 황금 사자상을, 제17회 폴란드 영화상에서 올해의 신인으로 독수리상을 수상했다. 안제이 바이다 감독은 연극을 하는 조피아를 보고 <잔상>에 캐스팅했으며 이는 감독의 마지막 작품이 되었다.
2019년에는 헨리크 루벤 겐즈와 카스퍼 가르초에가 감독한, 불법 입양에 관한 드라마 시리즈 <DNA>에 출연했고 같은 해, 영국 드라마 시리즈 <월드 온 파이어>에서 폴란드 웨이트리스 카시아 역을 맡았다.
2021년, 공포영화 <오늘 밤 숲에서 아무도 자지 않는다 2>에서 주연을 맡았다.

## 출연작
- <Moralność pani Dulskiej> (2013년)
- <Głęboka woda> (2013년) - 1 에피소드
- <바르샤바 1944> (2014년) - 폴란드 아카데미 신인상
- <잔상> (2016년)
- <Spoor> (2017년)
- <Amok> (2017년)
- <The Romanoffs> (2018년) - 1 에피소드
- <1983> (2018년) - 넥플릭스 오리지널
- <World on Fire> (2019년)
- <DNA> (2019년)
- <The Mire> (2021년)
- <Receptura> (2021년)
- <오늘 밤 숲에서 아무도 자지 않는다 2> (2021년)
- <Wotum nieufności> (2022년)
- <Warszawianka> (2023년) - 6 에피소드